# Abdelhamid Brahimi
Abdelhamid Brahimi (eigentlich Janu Abdelhamid Brahimi; arabisch عبد الحميد براهيمي, DMG ʿAbd al-Ḥamīd Barāhīmī; * 2. April 1936 in Constantine; † 15. August 2021 in Algier) war von 1984 bis 1988 Premierminister von Algerien.
Als Nachfolger von Mohamed Ben Ahmed Abdelghani wurde Brahimi am 22. Januar 1984 von Staatspräsident Chadli Bendjedid zum Premierminister ernannt.
Während seiner Regierungszeit verschärften sich die wirtschaftlichen und sozialen Probleme. Sinkende Einnahmen aus dem Erdölgeschäft und eine hohe Geburtenrate führten zu einer hohen Arbeitslosigkeit. Besonders die Jugendarbeitslosigkeit nahm rapide zu. Dies führte nach angekündigten Wirtschaftsreformen im Oktober 1988 zu massiven Unruhen, die das gesamte Land – mit Ausnahme des Ostens und der Kabylei – erfassten. Hunderte Menschen wurden erschossen, Tausende verhaftet. Für diese Vorkommnisse wurde Brahimi am 5. November 1988 entlassen und durch Kasdi Merbah ersetzt.